# HTC 센세이션 XL
HTC 센세이션 XL(HTC Sensation XL, 코드명: Runnymede)는 HTC 코퍼레이션에서 2011년 5월 19일에 출시한 안드로이드스마트폰이다.
HTC 코퍼레이션에서 비츠오디오 사를 인수한 후 내놓은 멀티미디어 특화 스마트폰으로, 비츠오디오를 탑재하고, 비츠 바이 닥터 드레의 제품 중 하나인 iBeats를 번들로 제공한다.

## 같이 보기
- HTC 휴대 전화 목록